# Kajak-kenu az 1936. évi nyári olimpiai játékokon
Az 1936. évi nyári olimpiai játékokon a kajak-kenu először szerepelt a műsorban, habár 12 évvel korábban, az 1924. évi nyári olimpiai játékokon bemutató sportágként már szerepelt. Összesen kilenc versenyszámban osztottak érmeket, melyek mindegyike síkvízi szám volt. A versenyeket augusztus 7-én és 8-án tartották.

## Éremtáblázat
(A rendező ország eltérő háttérszínnel, az egyes számoszlopok legmagasabb értéke, vagy értékei vastagítással kiemelve.)
| Az 1936. évi nyári olimpiai játékok éremtáblázata kajak-kenuban | Az 1936. évi nyári olimpiai játékok éremtáblázata kajak-kenuban | Az 1936. évi nyári olimpiai játékok éremtáblázata kajak-kenuban | Az 1936. évi nyári olimpiai játékok éremtáblázata kajak-kenuban | Az 1936. évi nyári olimpiai játékok éremtáblázata kajak-kenuban | Olimpia  |
| --------------------------------------------------------------- | --------------------------------------------------------------- | --------------------------------------------------------------- | --------------------------------------------------------------- | --------------------------------------------------------------- | -------- |
|                                                                 | Ország                                                          | Arany                                                           | Ezüst                                                           | Bronz                                                           | Összesen |
| 1.                                                              | Ausztria (AUT)                                                  | 3                                                               | 3                                                               | 1                                                               | 7        |
| 2.                                                              | Németország (GER)                                               | 2                                                               | 3                                                               | 2                                                               | 7        |
| 3.                                                              | Csehszlovákia (TCH)                                             | 2                                                               | 1                                                               | 0                                                               | 3        |
| 4.                                                              | Kanada (CAN)                                                    | 1                                                               | 1                                                               | 1                                                               | 3        |
| 5.                                                              | Svédország (SWE)                                                | 1                                                               | 0                                                               | 1                                                               | 2        |
|                                                                 |                                                                 |                                                                 |                                                                 |                                                                 |          |
| 6.                                                              | Franciaország (FRA)                                             | 0                                                               | 1                                                               | 0                                                               | 1        |
|                                                                 |                                                                 |                                                                 |                                                                 |                                                                 |          |
| 7.                                                              | Hollandia (NED)                                                 | 0                                                               | 0                                                               | 3                                                               | 3        |
| 8.                                                              | Egyesült Államok (USA)                                          | 0                                                               | 0                                                               | 1                                                               | 1        |
|                                                                 |                                                                 |                                                                 |                                                                 |                                                                 |          |
| Összesen                                                        | Összesen                                                        | 9                                                               | 9                                                               | 9                                                               | 27       |

## Érmesek
| Az 1936. évi nyári olimpiai játékok érmesei kajak-kenuban |                                                            |                                                   |                                                         |
| Versenyszám                                               | Arany                                                      | Ezüst                                             | Bronz                                                   |
| C-1, 1000 m                                               | Frank Amyot · Kanada (CAN)                                 | Bohuslav Karlík · Csehszlovákia (TCH)             | Erich Koschik · Németország (GER)                       |
| C-2, 1000 m                                               | Csehszlovákia (TCH) · Vladimír Syrovátka · Jan Brzák-Felix | Ausztria (AUT) · Rupert Weinstabl · Karl Proisl   | Kanada (CAN) · Frank Saker · Harvey Charters            |
| C-2, 10 000 m                                             | Csehszlovákia (TCH) · Václav Mottl · Zdeněk Škrland        | Kanada (CAN) · Frank Saker · Harvey Charters      | Ausztria (AUT) · Rupert Weinstabl · Karl Proisl         |
| K-1, 1000 m                                               | Gregor Hradetzky · Ausztria (AUT)                          | Helmut Cämmerer · Németország (GER)               | Jaap Kraaier · Hollandia (NED)                          |
| K-1, 10 000 m                                             | Ernst Krebs · Németország (GER)                            | Fritz Landertinger · Ausztria (AUT)               | Ernest Riedel · Egyesült Államok (USA)                  |
| K-2, 1000 m                                               | Ausztria (AUT) · Adolf Kainz · Alfons Dorfner              | Németország (GER) · Ewald Tilker · Fritz Bondroit | Hollandia (NED) · Nicolaas Tates · Willem van der Kroft |
| K-2, 10 000 m                                             | Németország (GER) · Paul Wevers · Ludwig Landen            | Ausztria (AUT) · Viktor Kalisch · Karl Steinhuber | Svédország (SWE) · Tage Fahlborg · Helge Larsson        |
| Összerakható K-1, 10 000 m                                | Gregor Hradetzky · Ausztria (AUT)                          | Henri Eberhardt · Franciaország (FRA)             | Xaver Hörmann · Németország (GER)                       |
| Összerakható K-2, 10 000 m                                | Svédország (SWE) · Sven Johansson · Erik Bladström         | Németország (GER) · Willi Horn · Erich Hanisch    | Hollandia (NED) · Pieter Wijdekop · Cornelis Wijdekop   |

## Részt vevő nemzetek
19 nemzet, összesen 119 versenyzője vett részt az olimpia kajak-kenu versenyein:
- Ausztria (AUT) (9)
- Belgium (BEL) (8)
- Csehszlovákia (TCH) (13)
- Dánia (DEN) (4)
- Egyesült Államok (USA) (10)
- Finnország (FIN) (3)
- Franciaország (FRA) (3)
- Hollandia (NED) (9)
- Jugoszlávia (YUG) (4)
- Kanada (CAN) (8)
- Lengyelország (POL) (2)
- Luxemburg (LUX) (3)
- Magyarország (HUN) (5)
- Nagy-Britannia (GBR) (4)
- Németország (GER) (14)
- Norvégia (NOR) (1)
- Olaszország (ITA) (1)
- Svájc (SUI) (9)
- Svédország (SWE) (9)

## Magyar részvétel
Magyarországot öt versenyszámban öt versenyző képviselte. Az első hat helyen egyikük sem tudott végezni.
| Név                      | Versenyszám               | Előfutam | Előfutam | Döntő             | Döntő             |
| Név                      | Versenyszám               | Eredmény | Helyezés | Eredmény          | Helyezés          |
| ------------------------ | ------------------------- | -------- | -------- | ----------------- | ----------------- |
| Szittya Péter            | K-1 1000 m                | 5:08,7   | 8.       | Nem jutott tovább | Nem jutott tovább |
| Szittya Péter            | K-1 10 000 m              |          |          | 52:16,8           | 12.               |
| Cseh Gábor Gelle Sándor  | K-2 1000 m                | 4:50,7   | 6.       | Nem jutott tovább | Nem jutott tovább |
| Cseh Gábor Gelle Sándor  | K-2 10 000 m              |          |          | 48:47,5           | 12.               |
| Kolnai István Poór Tibor | Összerakható K-2 10 000 m |          |          | 50:46,4           | 12.               |